# أوريون بيكشرز
أوريون بيكشرز (بالإنجليزية: Orion Pictures)‏، (الاسم القانوني Orion Releasing، LLC)، هي شركة أمريكية لإنتاج وتوزيع الأفلام تملكها أمازون من خلال فرعها مترو غولدوين ماير. أنتجت الشركة وأصدرت أفلامًا من عام 1978 حتى عام 1999 وشاركت أيضًا في الإنتاج والترويج التلفزيوني طوال الثمانينيات حتى أوائل التسعينيات. تأسست عام 1978 كمشروع مشترك بين شركة وارنر برذرز وثلاثة من كبار المسؤولين التنفيذيين السابقين في شركة يونايتد آرتيست. منذ تأسيسها حتى شرائها من قبل مترو غولدوين ماير في أواخر التسعينيات كانت أوريون تعتبر واحدة من أكبر الاستوديوهات الصغيرة.

## أشهر الأفلام السينمائية
- يو أتش إف
- روبوكوب
- روبوكوب 2
- روبوكوب 3

## وصلات خارجية
- أوريون بيكشرز على موقع IMDb (الإنجليزية)

- شركة أوريون بيكشرز من موقع قاعدة بيانات الأفلام على الإنترنت.